# Anii 470 î.Hr.
(Secolul al VI-lea î.Hr. - Secolul al V-lea î.Hr. - Secolul al IV-lea î.Hr. - alte secole)

## Evenimente
- 479 î.Hr. - Bătălia de la Plateea (Grecia) dintre perși și greci încheiată cu victoria grecilor.
- 478 î.Hr. - 477 î.Hr. - Constituirea Ligii de la Delos.

## Oameni importanți
- Confucius (aka Kong Fu Zi), (551 î.Hr. - 479 î.Hr.), a fost un filosof chinez care a influențat decisiv gândirea asiatică.

## Decenii
| Anii 490 î.Hr. | Anii 480 î.Hr. | Anii 470 î.Hr. | Anii 460 î.Hr. | Anii 450 î.Hr. | Anii 440 î.Hr. | Anii 430 î.Hr. | Anii 420 î.Hr. | Anii 410 î.Hr. | Anii 400 î.Hr. |